# Sant Cristòfol del Bosc
Sant Cristòfol del Bosc és una ermita al terme municipal de Llambilles, Gironès. És una obra inclosa a l'Inventari del Patrimoni Arquitectònic de Catalunya.

## Descripció
Petita església situada al mig del bosc, d'origen romànic amb planta rectangular i absis semicircular una mica apuntat, recordant la forma de la quilla dels vaixells. Parets de pedra morterada, coberta de teula amb encavallades de roure. Campanar d'espadanya i un cobert a l'exterior. La reconstrucció acabada l'any 1981 ha variat alguns aspectes originaris enrunada per l'actual coberta amb encavallades i l'afegit del campanar d'espadanya que inicialment no existia.

## Història
La primera dada que es té és de 882 quan pagava delmes a la Catedral de Girona i Sant Feliu. Fou una església sufragània de Cassà de la Selva per passar a dependre de la parròquia de Llambilles. El 1362 apareix al Llibre Verd del bisbat de Girona com una de les més riques i ben conservades de la zona, estranya, però, que un segle més tard, el 1470 el bisbe Joan Margarit ordenés restaurar-la o sinó la tancaria al culte. El 1548 es donava per acabada la restauració i encara el 1691 es feren noves obres.
Amb la invasió napoleònica, l'ermità va fugir a la veïna Santa Pelalla i el 1836 uns bandolers assaltaren el temple i cremaren viu l'ermità. A partir d'aquí comença la decadència de l'ermita, encara que va tenir algun ermità més, el 1919 hi va caure un llamp que afectà l'habitacle i la primavera de 1936 un cop de vent ensorrà la teulada i part d'un mur. L'any 1996 un llamp va impactar sobre un roure que hi ha davant de la placeta de l'ermita mentre es celebrava un casament, afortunadament sense ferir ningú.
A la comarca hi ha la tradició de que aquesta petita església era originàriament l'antiga parròquia del poble. Al seu entorn es conserven algunes runes d'antigues construccions. Hi havia la última estació d'un Via Crucis, fet amb ceràmica probablement molt antic. L'any 1926 s'hi va deixar de fer culte. El 1936 es va ensorrar la coberta durant una tramuntanada. Fou reconstruïda per iniciativa del rector de Llambilles a partir d'uns dibuixos de l'antiga ermita fets pel Sr. Gener de Caçà. Ha estat retornada al culte l'1 de l'11 de 1981. A finals de la dècada de 1970 el mossèn Pere Casellas va iniciar una campanya de restauració que culminà el 12 de juliol de 1981 amb la nova consagració de l'església per part del bisbe Jaume Camprodon. La reconstrucció del temple comptà amb l'ajuda desinteressada de molta gent de Cassà de la Selva i Llambilles.